# Stephan Mösch
Stéphane Mösch, né le 14 septembre 1964 à Bayreuth, est un spécialiste de la musique et du théâtre et un journaliste allemand. Il enseigne à l'Université de musique de Karlsruhe (Université de musique de Karlsruhe) depuis 2013.

## Biographie
Stephan Mösch étudie la musique, le théâtre et la littérature à Berlin. Il étudie également le chant à Berlin et à Stuttgart, où il reçoit un diplôme de fin d'études en 1991. Il bénéficie pour sa formation des bourses de la German National Academic Foundation et de la Fondation Richard Wagner. Il suit des masterclasses avec Elisabeth Schwarzkopf, Dietrich Fischer-Dieskau, Aribert Reimann et Helmuth Rilling. En 2001, il obtient son doctorat à la TU Berlin où il soutient une thèse sur Boris Blacher. Il soutient son habilitation en 2008 à l'Université de Bayreuth. En 2010-2011, il est nommé professeur d'études théâtrales dans cette université. Le théâtre musical a une place particulière dans son enseignement. En 2013, l'Université de musique de Karlsruhe fait appel à lui pour reprendre la chaire "W 3" pour l'esthétique, l'histoire et la pratique artistique du théâtre musical (en Allemagne, une W3-Professur est une position réservée aux plus éminents professeurs).
Dans son livre Der gebrauchte Text, Stephan Mösch analyse l'œuvre du compositeur et professeur d'université berlinois Boris Blacher, qui a déclenché le plus grand scandale de la scène opératique de l'Allemagne d'après-guerre avec son Opéra abstrait n°1 (Abstrakte Oper Nr. 1). Dans son ouvrage Weihe, Werkstatt, Wirklichkeit, dont la deuxième édition est parue en 2012, Mösch analyse le chemin parcouru par le Parsifal de Wagner au Festival de Bayreuth, faisant appel dans son travail à des méthodes issues aussi bien de la musicologie que de la théâtrologie.
Ses qualifications tant théoriques qu'artistiques valent à Mösh de nombreuses invitations à enseigner. Stephan Mösch donne des cours dans les universités de Berlin (UdK), Graz (KUG), Marbourg, Vienne et Zurich. Il enseigne aux Master Classes de musique (DMM) de Dresde et aux Master Classes de Weimar. Ses conférences le conduisent également dans des institutions de recherche et culturelles renommées telles que la Société suisse de recherche musicale, l'Académie des arts de Berlin, l'Institut Max Planck de recherche pédagogique (Berlin), la Fondation Porte de Brandebourg (Berlin), la Fondation Bertelsmann (Gütersloh), l'Alfried Krupp Wissenschaftskolleg (Greifswald), la Fondation Zeit (Hambourg), l'Académie des sciences et des lettres (Mayence), les Archives de la littérature allemande (Marbach), le Mozarteum (Salzbourg), l'Académie royale suédoise des lettres, Histoire et Antiquités (Stockholm), la Fondazione La Fenice (Venise), l'Académie européenne de théâtre musical (Vienne).
De 1994 à 2013, Stephan Mösch est rédacteur en chef du magazine spécialisé Opernwelt, "le monde de l'opéra" (Berlin). Dans cette revue, il propose des reportages sur d'importantes premières mondiales, des productions nouvelles et des festivals sur les cinq continents. Il évoque également des sujets clés et interviewe des artistes contemporains tels que Daniel Barenboim, Cecilia Bartoli, Teresa Berganza, Montserrat Caballé, Patrice Chéreau, August Everding, Dietrich Fischer-Dieskau, Mirella Freni, James Levine, Christa Ludwig, Martha Mödlta, Zubin, Yehudi Menuhin, Simon Rattle, Giuseppe Sinopoli, Christian Thielemann et bien d'autres. En 2009, Opernwelt lance le symposium Opera à Berlin qui déclenche de nombreuses réactions dans les médias.
Stephan Mösch s'implique dans l'enseignement de la musique classique depuis 1993. Il travaille régulièrement pour la radio ARD. En 1995, la première édition du guide de l'opéra Harenberg, le premier guide pour la lecture et l'écoute de l'opéra, est publié, en collaboration entre les éditions Harenberg et Opernwelt (troisième édition parue en 2002). Depuis 1996, il est rédacteur pour la rebrique "Feuilleton" (pages culturelles) du Frankfurter Allgemeine Zeitung. De plus en plus, Stephan Mösch est invité en tant qu'expert à la télévision pour des interviews et des modérations. Avec Annette Dasch et Hans Neuenfels, il fait partie des invités de l'émission Nachtstudio "studio de nuit" de Volker Panzer (ZDF). Il est interviewé pour Arte lors des retransmissions du Concours de la Reine Elisabeth et du Don Quichotte de Jules Massenet au Théâtre de la Monnaie (tous deux en direct de Bruxelles). On le retrouve devant les caméras d'Arte et 3sat/BR pour les premières retransmissions en direct du Festival de Bayreuth (Lohengrin en 2011, Parsifal en 2012, Tristan et Isolde en 2015) Ses commentaires sur l'Anneau du Nibelung sont disponibles en DVD : le Monde de l'Anneau. Un documentaire en 4 parties par Eric Schulz (Deutsche Grammophon). De 1998 à 2010, il produit une série de CD pour Opernwelt avec des enregistrements inédits de grandes chanteuses et grands chanteurs du 20e siècle : Jean Cox, Josef Greindl, Catarina Ligendza, Martha Mödl, Anja Silja et Júlia Várady.
Lorsque le Festival de Bayreuth lance la série "Zäsuren", Césures, Stephan Mösch fait partie des premiers intervenants aux côtés d'Herfried Münkler et de Gustav Seibt. Il est également invité en tant que conférencier au Festival de Salzbourg, au Deutsche Oper de Berlin, au Semperoper de Dresde, à l'Opéra national de Vienne et dans de nombreux autres opéras. La fondation musicale Ernst von Siemens le charge de remettre les prix à leur lauréat 2011 (Aribert Reimann). En 2015, sur invitation du président fédéral Joachim Gauck, il prononce un discours sur le thème « Qu'est-ce que la musique moderne ? » au Schloss Bellevue (Berlin). De 2012 à 2018, il est membre du Conseil de la Fondation Richard Wagner Bayreuth pour la refonte du musée Richard Wagner dans cette ville. De 2011 à 2021, il est membre du conseil d'administration de l'Académie internationale Hugo Wolf pour le chant, la poésie et l'art du lied (IHWA).
Stephan Mösch est membre du jury de nombreux concours nationaux et internationaux de chant, de mise en scène et de scénographie, par exemple au Concours national de chant (Bundeswettbewerb Gesang Berlin), au Concours Ernst Haefliger (Berne / Gstaad), à la Competizione dell'Opera ( Dresde), au Ring Award (Graz) et au concours national d'art du lied (Int. Wettbewerb für Liedkunst Stuttgart). En 2017 et 2019, il est membre du jury du Prix de la direction d'orchestre du Deutschen Musikrats (Conseil allemand de la musique) à Cologne. Il est également membre du jury du Prix Deutsche Schallplattenkritik.